# Adelomyrmex silvestrii
Adelomyrmex silvestrii är en myrart som först beskrevs av Menozzi 1931.  Adelomyrmex silvestrii ingår i släktet Adelomyrmex och familjen myror. Inga underarter finns listade i Catalogue of Life.

## Bildgalleri

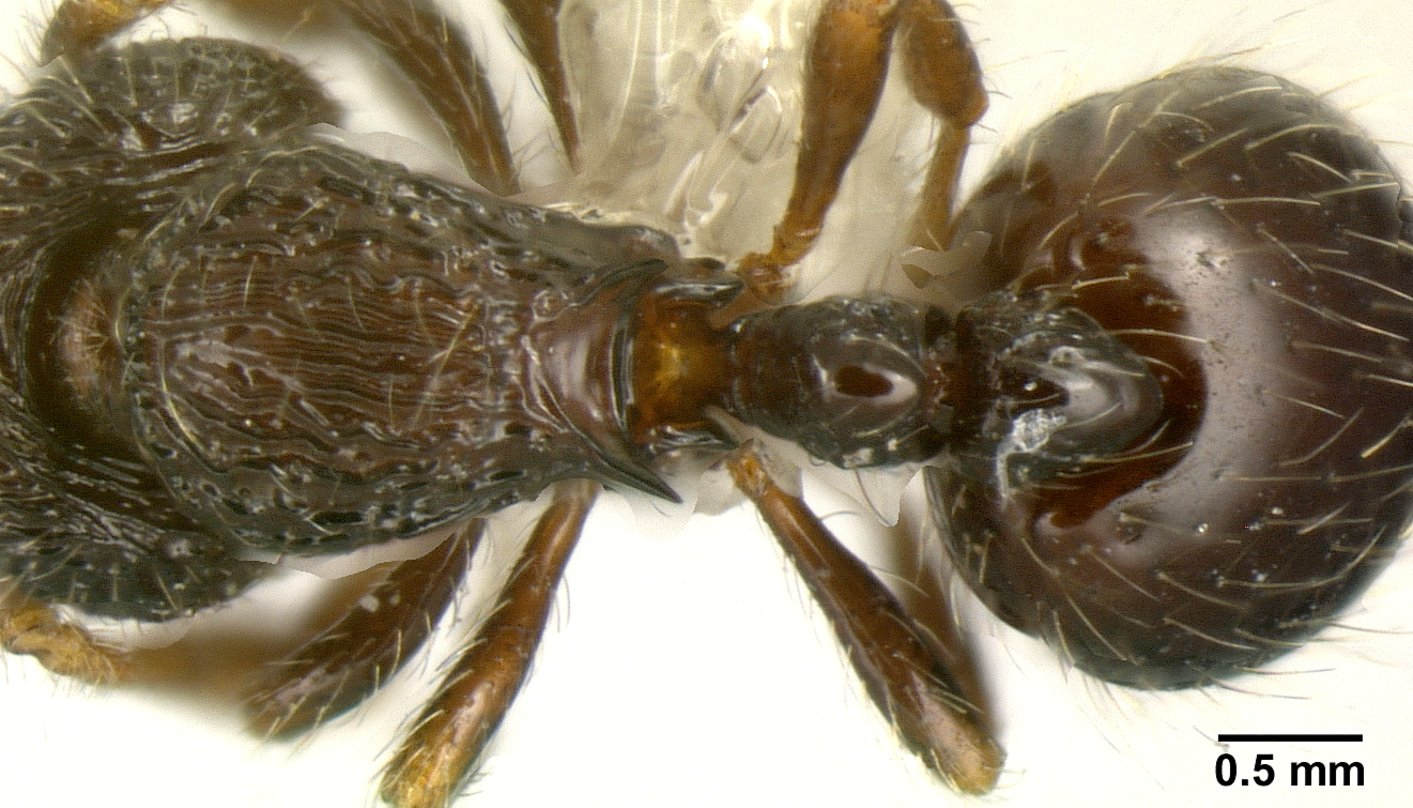
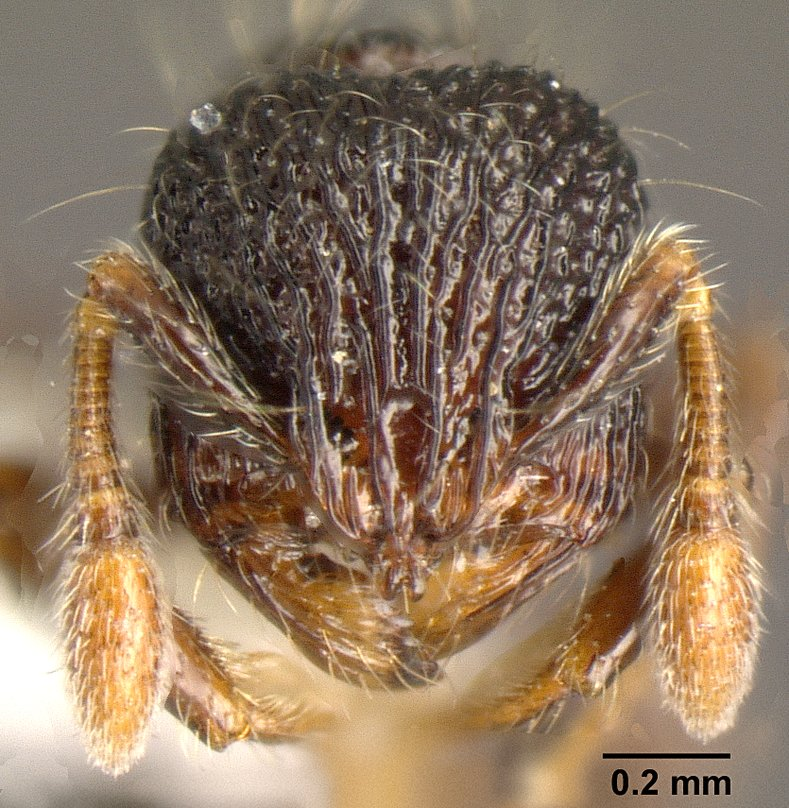
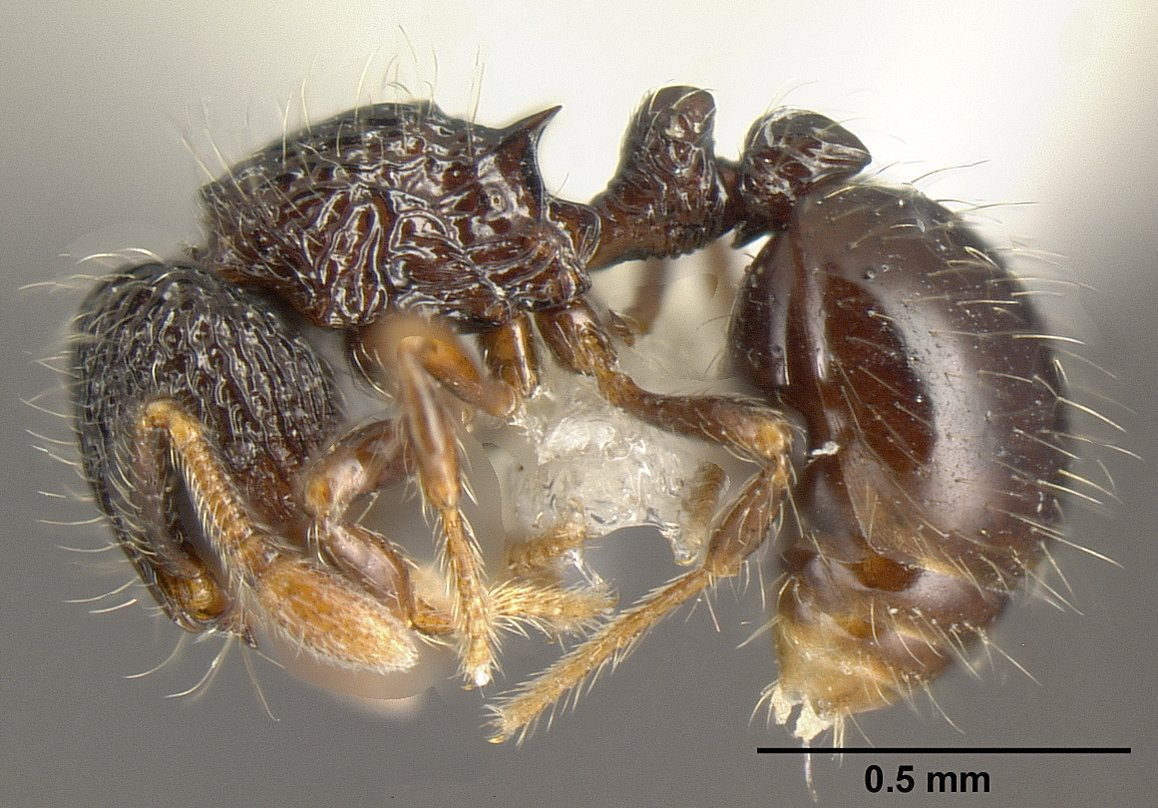